# Kórnik (gemeente)
De gemeente Kórnik is een stad- en landgemeente in de Poolse woiwodschap Groot-Polen, in powiat Poznański.
De zetel van de gemeente is in Kórnik.
Op 30 juni 2004 telde de gemeente 16 553 inwoners.

## Oppervlakte gegevens
In 2002 bedroeg de totale oppervlakte van gemeente Kórnik 186,58 km², waarvan:
- agrarisch gebied: 62%
- bossen: 26%

De gemeente beslaat 9,82% van de totale oppervlakte van de powiat.

## Demografie
Stand op 30 juni 2004:
| Omschrijving                   | Totaal | Totaal | Vrouwen | Vrouwen | Mannen | Mannen |
| ------------------------------ | ------ | ------ | ------- | ------- | ------ | ------ |
| eenheid                        | aantal | %      | aantal  | %       | aantal | %      |
| inwoners                       | 16 553 | 100    | 8346    | 50,4    | 8207   | 49,6   |
| bevolkingsdichtheid (inw./km²) | 88,7   | 88,7   | 44,7    | 44,7    | 44     | 44     |

In 2002 bedroeg het gemiddelde inkomen per inwoner 1723,8 zł.

## Administratieve plaatsen (sołectwo)
Biernatki, Błażejewko, Błażejewo, Borówiec, Czołowo, Czmoniec, Czmoń, Dachowa, Dębiec, Dziećmierowo, Gądki, Kamionki, Konarskie, Koninko, Mościenica, Pierzchno, Prusinowo, Radzewo, Robakowo (sołectwa: Robakowo-Osiedle en Robakowo-Wieś), Runowo, Skrzynki, Szczodrzykowo, Szczytniki, Żerniki.
Zonder de status sołectwo : Dworzyska, Jaryszki, Świątniczki.

## Aangrenzende gemeenten
Kleszczewo, Mosina, Poznań, Śrem, Środa Wielkopolska, Zaniemyśl